# Else Gentner-Fischer

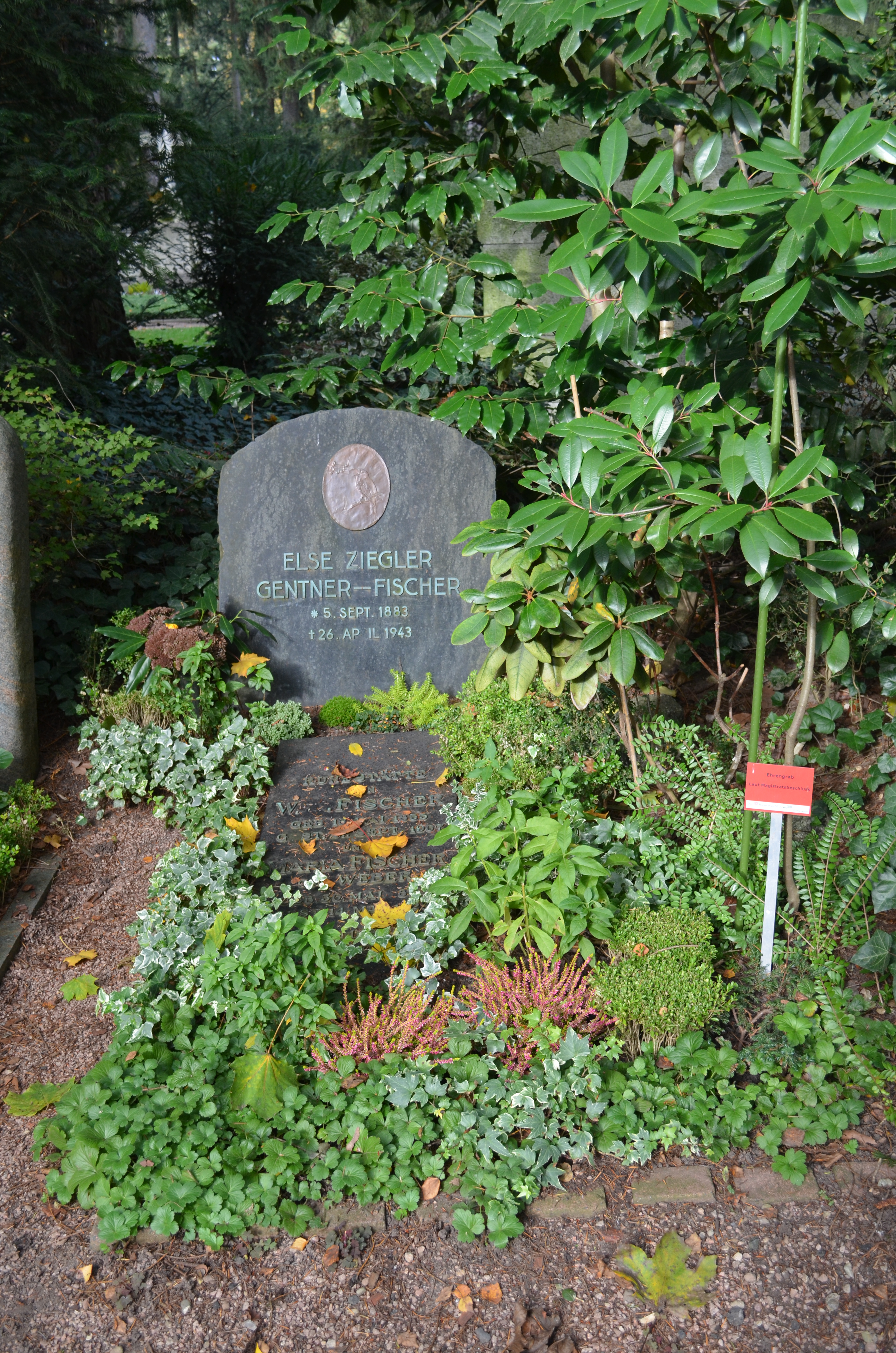
Ehrengrab auf dem Frankfurter Hauptfriedhof

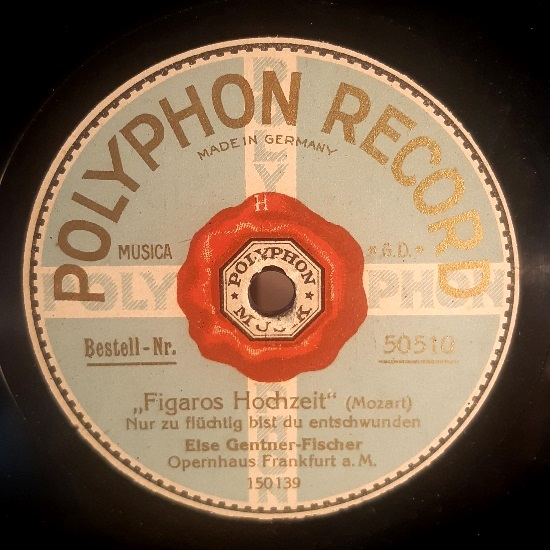
Schallplatte von Else Gentner-Fischer (Berlin 1922)

Else Gentner-Fischer (* 5. September 1883 in Frankfurt am Main; † 26. April 1943 in Prien am Chiemsee) war eine deutsche Opernsängerin (Sopran).

## Leben
Else Gentner-Fischer wurde als Elisabethe Fischer geboren. Ihre Eltern waren der Barbier Albert Fischer und Maria Fischer, geborene Weber. Sie studierte am Hoch’schen Konservatorium in Frankfurt und debütierte in Mannheim. 1906 berief der Frankfurter Intendant Emil Claar sie zusammen mit ihrem ersten Mann, dem Tenor Karl Gentner (1876–1922), an die Oper Frankfurt, wo sie während ihrer gesamten Karriere blieb und mit ihrem ungewöhnlich großen Repertoire von rund 130 Rollen zum Publikumsliebling wurde. Anfangs begann sie mit Operettenrollen, später wechselte sie ins jugendlich-dramatische Fach als Sopran. In ihren späteren Jahren übernahm sie mehr und mehr auch hochdramatische Rollen als Mezzosopran.
Zu ihren herausragenden Rollen gehörten Aida, Carmen, Donna Anna, die Marschallin, Santuzza und Tosca. Auch in modernen Opern von Hindemith, Korngold, Schönberg, Schreker und Weill begeisterte sie das Publikum. Mehrere Rufe an andere Bühnen, darunter in München und Wien, lehnte sie ab.
1935 musste Gentner-Fischer von der Bühne zurücktreten, weil ihr zweiter Mann, der Bariton Benno Ziegler, Jude war. Am 23. Juni 1935 gab sie ihre Abschiedsvorstellung in der Rolle der Isolde. Sie erwog zeitweise zum Judentum zu konvertieren, ließ sich jedoch davon vom Frankfurter Rabbiner Georg Salzberger abbringen. Ihr Mann emigrierte 1939 allein nach England, während sie in Deutschland blieb.
Else Gentner-Fischer starb am 26. April 1943 in Prien am Chiemsee. Ihr Grab befindet sich auf dem Frankfurter Hauptfriedhof. Es ist als Ehrengrab ausgewiesen.
Ihre Stimme ist auf Schallplatten der Marken G&T (Frankfurt a. M. 1906), Grammophon (Berlin 1922–24) und Electrola (Berlin 1927–30) zu hören.